# Терниченко Аристарх Григорович
Ариста́рх Григо́рович Терниче́нко (15 квітня 1886 або 1886 , Охтирка, Харківська губернія  — 1 лютого 1927 , Київ ) — український агроном, економіст і громадський діяч. Брат актора і режисера Тихона Терниченка.

## Життєпис
Народився 1886 року в місті Охтирці (тепер Сумської області України). 
1916 року закінчив сільськогосподарське відділення Київського політехнічного інституту імператора Олександра II. Ще бувши студентом, почав видавати перший український сільськогосподарський часопис «Рілля» (був його редактором і автором більшості статей); працював у тижневику «Село» (1909⁣-⁣1911), видавав сільськогосподарські брошури, плакати і «Календар-Народник». 1913 року навколо «Ріллі», з метою популяризувати сільськогосподарські знання серед українського селянства, під керівництвом Терниченка утворилося товариство «Український агроном».
У добу УНР працював у державних установах, призначався міністром землеробства. Згодом на адміністративних посадах в земських установах, був головою Київської філії сільськогосподарських наук, Комітету України й редактор його органу «Агроном» (1923⁣-1926), також журналу «Трудове господарство» (1920) і «Село» (1922). З 1922 року — доцент, з 1923 — професор Ветеринарнозоотехнічного і сільськогосподарського інститутів у Києві.
Помер 1927 року. Похований в Києві на Байковому кладовищі (ділянка № 2).

Могила Аристарха Терниченка

## Родина
22 липня 1918 року в Києві одружився з Оленою Іванівною Санковською, 12 квітня 1919 року в них народився син Костянтин.

## Праці
Автор праць з різних ділянок агрономічної науки, підручників і численних статей:
- «Курс скотарства» (1918);
- «Курс хліборобства», частини 1-3 (1918-1922);
- «Природні сіножаті, їх поліпшення і культура на Україні» (1923).